# Radio Média France
Radio Média France ou RMF, était une radio locale française basée à Châteauneuf-sur-Loire, dans le département du Loiret et de la région Centre.

## Présentation
Radio Média France est créée à l'initiative de René Chapotot, en juillet 1984, à Châteauneuf-sur-Loire, proche du centre commercial Gabereau. La radio émet alors sur 98.1 FM, puis 98 FM.
À partir de juin 1991, la fréquence devient 97.5 FM.
À ses débuts, sa programmation est constituée de chansons françaises et d'accordéon (avec un logo bleu-blanc-rouge). Au milieu des années 1990, la programmation est basée sur les chansons d'amour.
La radio propose des informations locales, ainsi qu'un agenda des sorties (RMF Telex). Deux animateurs sont présents à l'antenne, puis, à partir de 1997, la radio fonctionne sans animateur. De 18h à 7h, elle diffuse le programme d'AFP Audio (banque de programmes).
Hormis le nom de la radio, les jingles de RMF de cette période sont les mêmes que ceux de son homologue du département de Loir-et-Cher, Radio Val de Loire (RVL).
En 1995, René Chapotot vend la radio au groupe orléanais Start.
Le 28 mars 1998, RMF disparait des ondes, en laissant la place à Forum dont elle avait repris progressivement le format et le slogan.

## Référence
1. ↑  « Radio Média France - RMF - Forum (45) », sur www.schoop.fr (consulté le 18 novembre 2018).

## Annexe